# Saurauia peruviana
Saurauia peruviana är en tvåhjärtbladig växtart som beskrevs av Buscal. Saurauia peruviana ingår i släktet Saurauia och familjen Actinidiaceae. Inga underarter finns listade i Catalogue of Life.